# Manuel Pablo
Manuel Pablo García Díaz (Bañaderos, 25 januari 1976) - alias Manuel Pablo - is een Spaans voetballer die bij voorkeur als verdediger speelt. Hij verruilde in 1998 UD Las Palmas voor Deportivo de La Coruña, waarvoor hij vervolgens meer dan 375 competitiewedstrijden speelde en uitgroeide tot aanvoerder. Manuel Pablo speelde van 2000 tot en met 2004 dertien interlands in het Spaans voetbalelftal.

## Clubvoetbal
Manuel Pablo's profloopbaan begon bij UD Las Palmas, waar hij in 1996 doorstroomde vanuit de jeugdopleiding. In 1998 werd hij gecontracteerd door Deportivo. Met de Galicische club won Manuel Pablo in 2000 de Spaanse landstitel. De Supercopa de España volgde later dat jaar.
Op 30 september 2001 brak Manuel Pablo in de Galicische derby tegen Celta de Vigo zijn scheenbeen op drie plaatsen na een tackle van Celta-speler Everton Giovanella. In 2002 won de verdediger de Copa del Rey met Deportivo, hoewel zijn aandeel hier in vanwege zijn blessure beperkt bleef. Op 6 oktober 2002 maakte Manuel Pablo tegen Racing Santander zijn rentree. Nadat Fran en Mauro Silva hun loopbaan hadden beëindigd, werd Manuel Pablo in 2005 aanvoerder van Deportivo.

## Nationaal elftal
Manuel Pablo speelde dertien interlands voor het Spaans nationaal elftal. Hij maakte zijn debuut op 16 augustus 2000 tegen Duitsland. Op 28 april 2004 speelde de verdediger tegen Italië zijn laatste interland. Manuel Pablo miste het WK 2002 vanwege zijn beenbreuk.

## Erelijst
| Kampioen Primera División   | 1x | 1999/00 |
| Kampioen Segunda División A | 1x | 2011/12 |
| Supercopa de España         | 1x | 2000    |

1 Parreño ·
4 Martinez ·
5 Barcia ·
6 Petxarroman ·
7 Pérez  ·
8 Villares ·
9 Barbero · 
10 Hernández ·
11 Álvarez ·
12 Mfulu ·
13 Puerto ·
14 Herrera ·
15 Vázquez ·
16 Gauto ·
17 Mella ·
18 Escudero ·
19 Sánchez ·
20 Ángel ·
21 Soriano ·
22 Rama ·
23 Navarro ·
24 Bouldini ·
25 Leite ·
28 Patino ·
33 Obrador ·
Coach: Idiakez